# 風雲碑
《風雲碑》（：／），為韓國TV朝鮮於2020年5月17日起播出的週末連續劇，由《師任堂，光的日記》的尹尚浩導演與《更夫日誌》的方志英作家合作打造。此劇講述能操縱王位的命理師，和擁有神秘力量的翁主之間淒美愛情與權力鬥爭的故事。
马来西亚及新加坡地区由爱奇艺自5/17起每周六日20:30播出。

## 演員陣容

### 主要人物
| 演員                    | 角色   | 介紹 | 香港配音 |
| 朴施厚 （少年：姜泰佑） | 崔天中 | 朝鮮最高的曆術家，興宣君之兒高宗的造王者。含著金湯匙出生的名門望族，經歷名門衰弱後，慢慢爬上朝鮮最高權力的頂峰。是個為百姓改變國家命運，未被正史記載的英雄。 | 梁皓翔   |
| 高聖熙 （少年：洪承熙） | 李鳳蓮 | 哲宗的女兒，擁有傾國之色的美貌及神秘靈能力的翁主。她的能力看似神妙，但人類的慾望卻致其如詛咒。被壯洞金氏利用著，直到與天中聯手使其成為造王者。               | 黃紫嫻   |
| 田光烈                  | 李昰應 | 興宣大院君，高宗的父親，具有王之命運的王之父，有著如虎般銳利的雙眼，慧眼識天中而合力將兒子成功推上王的寶座。                                                 | 郭俊廷   |
| 成赫 （兒時：崔政宇）   | 蔡仁圭 | 貪圖而搶奪他人命運的人，曾是天中的朋友，卻渴望他的所有，在殺害天中的父親後，成為了壯洞金氏的養子。                                                           |          |

### 壯洞金氏
| 演員   | 角色   | 介紹                                                                           | 香港配音 |
| 金承洙 | 金炳雲 | 興宣君最強大的政敵，天中不共戴天的仇人，利用鳳蓮的能力來振興家門。             | 柯偉聰   |
| 車光洙 | 金左根 | 壯洞金門的首長，朝鮮後期勢道政治的代表人物，是個沒血沒淚只為權力推磨的人。     | 羅偉亮   |
| 尹兒貞 | 羅閤   | 被尊稱為羅州閣下，金左根的妾，與鳳蓮亦敵亦友。                                 | 馮詠恩   |
| 韓在英 | 金炳學 | 壯洞金門的核心勢力，與金炳雲及壯洞金氏首長對立，欣賞天中進而與興宣君成為同盟。 |          |

### 宮闕
| 演員   | 角色   | 介紹 | 香港配音 |
| 金甫娟 | 趙大妃 | 王室的長者，在哲宗昇遐後，握有決定繼位大權的人。曾試圖守護病弱的哲宗免於壯洞金氏的侵擾，並推舉李夏銓繼位，但在李夏銓被判逆謀罪後，轉而支持興宣君的兒子李載晃。 | 陳凱婷   |
| 正旭   | 哲宗   | 被稱為江華道令的朝鮮第25代王，被壯洞金氏權力把持的傀儡國王，甚至連女兒鳳蓮都被奪走，是個身心病弱的王。                                                         |          |
| Eru    | 李夏銓 | 最有力的王位繼承人，伶俐又具有野心，但與壯洞金氏交手的經驗不足，又無視天中與興宣君的警告而被金家擊垮。                                                         | 羅偉亮   |

### 梨峴
| 演員   | 角色   | 介紹                                                   | 香港配音 |
| 趙福來 | 龍八龍 | 天中的助手，梨峴街上的情報通，曾為老千。               |          |
| 金珠玲 | 酒母   | 梨峴酒幕的女主人。                                     | 馮詠恩   |
| 韓東奎 | 真尚   | 擺攤算命的紅道士，受到天中的幫助而試圖報恩。喜歡酒母。 |          |
| 盧亨旭 | 彭九哲 | 酒母的弟弟，為姊姊工作，並幫助天中。                   |          |

### 其他人物
| 演員            | 角色          | 介紹 | 香港配音 |
| 朴净涓          | 閔玆暎        | 日後的明成皇后，為朝鮮國第一位王后，大韓帝國第一位皇后。成王后之前，与延治成见过几次，一次为他擦药，一次照顾中毒发烧的他，一次被骚扰后被及时赶来的延治成救下。擁有女王命的王妃，后被天中建议参加中殿娘娘择选。之后在天中的幫助下，瞞過興宣大院君的眼睛，成為朝鮮王妃。                                           |          |
| 林賢秀          | 延治成        | 擁有如花般貌美的朝鮮第一劍，之前是李夏铨的护卫武士，一次受伤去药铺搽药，遇到闵滋映后，一见倾心。后主人自杀，成了天中的左右手，留下保护天中等人和闵滋映。而后也在三道全场管理名众的安全和照顾病人，后来则成了明成皇后闵滋映的护卫武士。忠心耿耿的他在大家离开朝鲜后，仍选择留在闵滋映身边守护和保护他喜欢的女人。 |          |
| 朴盧植          | 萬石          | 曾經是江華吏房，現在天中身旁管理金錢。運營三田渡場所需要的鉅額資金全部由萬石管理和注資。 | 郭俊廷   |
| 王嬪娜          | 半月          | 鳳蓮的母親，江華的巫女，與哲宗在江華相戀並生下鳳蓮。 | 廖欣怡   |
| 許泰熙          | 林從事官      | 捕廳從事官，欣賞天中並幫助他。 | 羅偉亮   |
| 趙英鎮          | 山水道人      | 崔天中的師父。 | 羅偉亮   |
| 朴秀吾          | 李載晃        | 興宣大院君李昰應的嫡次子翼成君。朝鮮高宗，但因年少无知，只能让父亲大院君处理国事。 |          |
| 安秀彬          | 丹兒          | 李鳳蓮的貼身護衛。 |          |
| 賓燦昱          | 李載冕        | 興宣大院君的嫡長子完興君，李載晃的長兄。 |          |
| 李海宇          | 閔升鎬        | 高宗妻子閔妃之族兄。 |          |
| 朴俊錦          | 李德潤        | 朝鮮第一巨商。 |          |
| Bruno Bruni Jr. | 貝爾納 張敬一 | 法國神父。 |          |
| 姜多恩          | 松花          | 為了周濟哥哥的科試費用而到月城樓成為妓生。 |          |
| 徐東福          | 松辰          | 松花的哥哥。 |          |
| 李海榮          | 梁憲洙        | 濟州牧使，戌守濟州要塞的將軍。 |          |

### 特別出演
| 演員   | 角色   | 介紹                                         | 香港配音 |
| 金明秀 | 崔慶   | 崔天中的父親，江華縣令。                     |          |
| 許成泰 | 尚福   | 崔天中之前，朝鮮最厲害的術士，被蔡仁圭殺死。 | 郭俊廷   |
| 洪賢姬 | 包袱商 | 騙子夫妻檔。                                 |          |
| Jason  | 包袱商 | 騙子夫妻檔。                                 |          |
| 林英雄 | 平民   | 彭九哲故鄉的朋友，喜歡唱歌，找崔中天算命。   |          |
| 李燦元 | 平民   | 彭九哲故鄉的朋友，喜歡唱歌，找崔中天算命。   |          |
| 朴永卓 | 官員   | 不顧百姓疫病，而想去月成樓飲酒作樂的官員。   |          |
| 張民皓 | 官員   | 不顧百姓疫病，而想去月成樓飲酒作樂的官員。   |          |

## 收視率
| 集數       | 播出日期   | AGB收視率        | AGB收視率      |
| 集數       | 播出日期   | 大韓民國（全國） | 首爾（首都圈） |
| ---------- | ---------- | ---------------- | -------------- |
| 1          | 2020/05/17 | 3.819%           | 3.646%         |
| 2          | 2020/05/23 | 2.788%           |                |
| 3          | 2020/05/24 | 3.450%           | 2.878%         |
| 4          | 2020/05/30 | 3.590%           | 3.296%         |
| 5          | 2020/05/31 | 4.245%           | 3.413%         |
| 6          | 2020/06/06 | 4.583%           | 4.686%         |
| 7          | 2020/06/07 | 4.250%           | 4.222%         |
| 8          | 2020/06/13 | 5.384%           | 5.005%         |
| 9          | 2020/06/14 | 4.743%           | 4.830%         |
| 10         | 2020/06/20 | 4.903%           | 4.051%         |
| 11         | 2020/06/21 | 5.263%           | 4.767%         |
| 12         | 2020/06/27 | 6.327%           | 5.975%         |
| 13         | 2020/06/28 | 4.830%           | 4.057%         |
| 14         | 2020/07/04 | 5.493%           | 5.212%         |
| 15         | 2020/07/05 | 5.612%           | 5.483%         |
| 16         | 2020/07/11 | 5.622%           | 5.434%         |
| 17         | 2020/07/12 | 4.969%           | 4.965%         |
| 18         | 2020/07/18 | 4.990%           | 5.208%         |
| 19         | 2020/07/19 | 5.142%           | 5.083%         |
| 20         | 2020/07/25 | 5.178%           | 4.930%         |
| 21         | 2020/07/26 | 5.916%           | 5.916%         |
| 平均收視率 | 平均收視率 | 4.814%           | －             |

- 收視最低的集數以藍色表示，收視最高的集數以紅色表示，而空格則表示該集的收視沒有相關數據。

## 同時段作品

### 同時段競爭作品
週五六時段劇集
- JTBC 金土連續劇：《夫妻的世界》、《優雅的朋友們》

週末時段劇集
- OCN 週末經典連續劇：《RUGAL》、《法外搜查》

### 同一劇集時段作品
週五六時段劇集
- SBS 金土連續劇：《The King：永遠的君主》、《便利店新星》

週末時段劇集
- tvN 週末連續劇：《花樣年華－生如夏花》

## 外部連結
- 韓國TV朝鮮官方網站 （页面存档备份，存于）
- 香港有線電視官方網站 （页面存档备份，存于）（繁體中文）

| TV朝鮮 週末劇                                       | TV朝鮮 週末劇                            | TV朝鮮 週末劇 |
| --------------------------------------------------- | ---------------------------------------- | ------------- |
|                                                     | （2020年5月17日－2020年7月26日）         |               |
| 揀擇－女人們的戰爭 （2019年12月14日－2020年2月9日） | 復仇吧 （2020年11月21日－2021年1月10日） |               |

| 香港 有線綜合娛樂台 星期一至五 11:00 - 12:00及20:30 - 21:30 | 香港 有線綜合娛樂台 星期一至五 11:00 - 12:00及20:30 - 21:30 | 香港 有線綜合娛樂台 星期一至五 11:00 - 12:00及20:30 - 21:30 |
| ----------------------------------------------------------- | ----------------------------------------------------------- | ----------------------------------------------------------- |
|                                                             | （2021年4月5日－2021年5月14日）                             |                                                             |
| 新封神演義 （2021年1月4日－2021年4月2日）                   | 我在時間深處等你 （2021年5月17日－2021年6月16日）           |                                                             |